# ماتياس سيغوفيا
ماتياس سيغوفيا (بالإسبانية: Matías Segovia)‏ هو لاعب كرة قدم باراغواياني في مركز الوسط في نادي العين معار من نادي بوتافوغو، ولد في 4 يناير 2003. لعب مع نادي غواراني ونادي بوتافوغو.

## وصلات خارجية
- ماتياس سيغوفيا على موقع قاعدة بيانات كرة القدم.إي يو (الإنجليزية)
- ماتياس سيغوفيا على موقع Soccerway.com (الإنجليزية)
- ماتياس سيغوفيا على موقع عالم كرة القدم.نت (الإنجليزية)